# تيم فيليبس
تيم فيليبس (13 مارس 1981 في المملكة المتحدة - ) (بالإنجليزية: Tim Phillips)‏ هو لاعب كريكت بريطاني. لعب مع نادي مقاطعة ساسكس للكريكت ‏.

## وصلات خارجية
- تيم فيليبس على موقع إي آس بي آن كريك إنفو (الإنجليزية)